# Giorgia Russo
Giorgia Russo, née le 28 avril 1993, est une haltérophile italienne.

## Palmarès

### Championnats d'Europe
- 2018 à Bucarest
  -  Médaille de bronze en moins de 53 kg.